# آبریا (میزوری)
آبریا (به انگلیسی: Iberia) یک شهر در ایالات متحده آمریکا است که در شهرستان میلر، میزوری واقع شده‌است. آبریا ۲٫۲۸ کیلومتر مربع مساحت و ۷۳۶ نفر جمعیت دارد و ۲۸۷٫۱۳ متر بالاتر از سطح دریا واقع شده‌است.